# Национален отбор по футбол на Камерун
Националният отбор по футбол на Камерун, чиито играчи са известни също и като Непобедимите лъвове, е представителният отбор на Камерун, организиран от Футболната федерация на Камерун.
Отборът има седем участия на световни първенства – 1982, 1990, 1994, 1998, 2002, 2010 и 2014 г. (континентален рекорд), като в дебюта си напуска борбата без загубен мач (три равенства), а през 1990 г. в Италия става първият африкански отбор достигнал четвъртфиналите, където отпада след загуба с 2:3 след продължения от Англия (в редовното време 2:2).
На световни финали камерунският национален отбор е участник и в два мача, чийто краен резултат е обект на дискусии що се отнася т. нар. „феърплей“ – загубата от СССР с 0:4 в последния мач от предварителната група през 1990 г., който резултат би могъл да даде възможност на съветския отбор да продължи на осминафиналите; и преди всичко – загубата с 1:6 от Русия на СП'94 в САЩ (отново даващ възможност на противниковия отбор да продължи напред), който мач остава в историята с два рекорда – петте отбелязани в един мач гола на Саленко и голът отбелязан от Роже Мила, с който той става най-възрастният голмайстор на световно първенство.
Камерун са и петкратни носители на Купата на африканските нации – 1984, 1988, 2000, 2002 и 2017 г.

## България – Камерун
| Дата       | Място | Събитие    | Отбор    | Резултат | Отбор   | ФИФА |
| ---------- | ----- | ---------- | -------- | -------- | ------- | ---- |
| 28.04.2004 | София | Приятелски | България | 3:0      | Камерун | ДА   |